# 마드리드 마스터스
무투아 마드릴레냐 마드리드 오픈(스페인어: Mutua Madrileña Madrid Open)은 스페인 마드리드에서 열리는 남녀 통합 프로 테니스 대회이다. ATP 투어 대회 분류 중 ATP 월드 투어 마스터스 1000에 속하며, WTA 투어 대회 분류에서는 프리미어 맨데터리에 속한다. 
과거 1990년부터 2008년까지는 통합 대회가 아닌 남자 대회로 ATP 마스터스 시리즈 분류에 속했으며, 2009년부터 남녀 통합 대회로 변경되었다. 1995년 대회의 대회 장소는 독일 에센이었으며, 1990년부터 1994년까지는 스웨덴 스톡홀름에서 열렸다. 1996년부터 2001년까지는 다시 독일 슈투트가르트로 장소를 옮겼으며, 2003년부터 2008년까지는 스페인 마드리드에 위치한 마드리드 아레나 경기장에서 개최되었다. 
2009년부터는 이 대회를 위해 마드리드에 새롭게 지어진 카하 마지카 경기장으로 개최 장소가 변경되었다. 1990년부터 2008년 대회까지의 개최 장소는 모두 하드 코트였으나, 2009년 남녀 통합 대회로의 변경과 함께 코트 종류도 클레이 코트로 바뀌었다.

## 기록

### 남자 단식
- 보리스 베커: 최다 우승 (4회)
- 보리스 베커: 최다 연속 우승 (2회, 1990-91년)
- 로저 페더러: 마드리드 개최 대회 최다 우승 (2회)

### 남자 복식
- 우디즈: 최다 우승 (4)
- 우디즈: 최다 연속 우승 (3회, 1992-94년)

## 역대 결승

### 남자

#### 단식
| 장소                | 연도   | 우승                 | 준우승                | 스코어                           |
| ------------------- | ------ | -------------------- | --------------------- | -------------------------------- |
| 스톡홀름 (스웨덴)   | 1990   | 보리스 베커          | 스테판 에드베리       | 6–4, 6–0, 6–3                    |
| 스톡홀름 (스웨덴)   | 1991   | 보리스 베커          | 스테판 에드베리       | 3–6, 6–4, 1–6, 6–2, 6–2          |
| 스톡홀름 (스웨덴)   | 1992   | 고란 이바니셰비치    | 기 포르제             | 7–6, 4–6, 7–6, 6–2               |
| 스톡홀름 (스웨덴)   | 1993   | 미카엘 슈티히        | 고란 이바니셰비치     | 4–6, 7–6, 7–6, 6–2               |
| 스톡홀름 (스웨덴)   | 1994   | 보리스 베커          | 고란 이바니셰비치     | 4–6, 6–4, 6–3, 7–6               |
| 에센 (독일)         | 1995   | 토마스 무스터        | 말리바이 워싱턴       | 7–6, 2–6, 6–3, 6–4               |
| 슈투트가르트 (독일) | 1996   | 보리스 베커          | 피트 샘프라스         | 3–6, 6–3, 3–6, 6–3, 6–4          |
| 슈투트가르트 (독일) | 1997   | 페트르 코르다        | 리차드 크라이첵       | 7–6(6), 6–2, 6–4                 |
| 슈투트가르트 (독일) | 1998   | 리차드 크라이첵      | 예브게니 카펠니코프   | 6–4, 6–3, 6–3                    |
| 슈투트가르트 (독일) | 1999   | 토마스 엔크비스트    | 리차드 크라이첵       | 6–1, 6–4, 5–7, 7–5               |
| 슈투트가르트 (독일) | 2000   | 웨인 페레이라        | 레이튼 휴이트         | 7–6(6), 3–6, 6–7(5), 7–6(2), 6–2 |
| 슈투트가르트 (독일) | 2001   | 토미 하스            | 막스 미르니           | 6–2, 6–2, 6–2                    |
| 마드리드 (스페인)   | 2002   | 안드레 애거시        | 지리 노바크           | 부전승                           |
| 마드리드 (스페인)   | 2003   | 후안 카를로스 페레로 | 니콜라스 마수         | 6–3, 6–4, 6–3                    |
| 마드리드 (스페인)   | 2004   | 마라트 사핀          | 다비드 날반디안       | 6–2, 6–4, 6–3                    |
| 마드리드 (스페인)   | 2005   | 라파엘 나달          | 이반 류비치치         | 3–6, 2–6, 6–3, 6–4, 7–6(3)       |
| 마드리드 (스페인)   | 2006   | 로저 페더러          | 페르난도 곤살레스     | 7–5, 6–1, 6–0                    |
| 마드리드 (스페인)   | 2007   | 다비드 날반디안      | 로저 페더러           | 1–6, 6–3, 6–3                    |
| 마드리드 (스페인)   | 2008   | 앤디 머리            | 질 시몽               | 6–4, 7–6(6)                      |
| 마드리드 (스페인)   | 2009＊ | 로저 페더러          | 라파엘 나달           | 6–4, 6–4                         |
| 마드리드 (스페인)   | 2010   | 라파엘 나달          | 로저 페더러           | 6–4, 7–6(5)                      |
| 마드리드 (스페인)   | 2011   | 노바크 조코비치      | 라파엘 나달           | 7–5, 6–4                         |
| 마드리드 (스페인)   | 2012   | 로저 페더러          | 토마시 베르디흐       | 3–6, 7–5, 7–5                    |
| 마드리드 (스페인)   | 2013   | 라파엘 나달          | 스타니슬라스 바브링카 | 6–2, 6–4                         |
| 마드리드 (스페인)   | 2014   | 라파엘 나달          | 니시코리 게이         | 2–6, 6–4, 3–0, ret.              |
| 마드리드 (스페인)   | 2015   | 앤디 머리            | 라파엘 나달           | 6–3, 6–2                         |
| 마드리드 (스페인)   | 2016   | 노바크 조코비치      | 앤디 머리             | 6–2, 3–6, 6–3                    |

＊ 2009년 대회부터는 마스터스 1000 대회에서 제외된 함부르크 마스터스를 대체하는 대회로서 열리기 시작했으며, 이에 따라 코트 종류도 클레이 코트로 바뀌었다.

#### 복식
| 장소         | 연도   | 우승                                        | 준우승                                      | 스코어              |
| ------------ | ------ | ------------------------------------------- | ------------------------------------------- | ------------------- |
| 스톡홀름     | 1990   | 기 포르제 야콥 흘라세크                     | 존 피츠제럴드 안데르스 야뤼드               | 6–4, 6–2            |
| 스톡홀름     | 1991   | 존 피츠제럴드 안데르스 야뤼드               | 톰 네이선 치릴 수크                         | 7–5, 6–2            |
| 스톡홀름     | 1992   | 마크 우드퍼드 토드 우드브리지               | 스티브 드브리스 데이비드 맥퍼슨             | 6–3, 6–4            |
| 스톡홀름     | 1993   | 마크 우드퍼드 토드 우드브리지               | 게리 뮬러 대니 비서                         | 6–1, 3–6, 6–2       |
| 스톡홀름     | 1994   | 마크 우드퍼드 토드 우드브리지               | 얀 아펠 요나스 비요르크만                   | 6–3, 6–4            |
| 에센         | 1995   | 야코 앨팅 파울 하르하위스                   | 치릴 수크 다니엘 바체크                     | 7–5, 6–4            |
| 슈투트가르트 | 1996   | 세바스찬 라로 알렉스 오브라이언             | 야코 앨팅 파울 하르하위스                   | 3–6, 6–4, 6–3       |
| 슈투트가르트 | 1997   | 마크 우드퍼드 토드 우드브리지               | 릭 리치 조나단 스타크                       | 6–3, 6–3            |
| 슈투트가르트 | 1998   | 세바스찬 라로 알렉스 오브라이언             | 마헤시 부파티 리앤더 페이즈                 | 6–3, 3–6, 7–5       |
| 슈투트가르트 | 1999   | 브라이언 블랙 요나스 비요르크만             | 데이비드 애덤스 존라프니 드 제이거          | 6–7(6), 7–6(2), 6–0 |
| 슈투트가르트 | 2000   | 지리 노바크 데이비트 리클                   | 도널드 존슨 피에트 노르발                   | 3–6, 6–3, 6–4       |
| 슈투트가르트 | 2001   | 막스 미르니 샌던 스톨                       | 앨리스 페레이라 제프 터랭고                 | 7–6(7), 7–6(4)      |
| 마드리드     | 2002   | 마크 놀스 다니엘 네스터                     | 마헤시 부파티 막스 미르니                   | 6–3, 7–5, 6–0       |
| 마드리드     | 2003   | 마헤시 부파티 막스 미르니                   | 웨인 블랙 케빈 율리엇                       | 6–2, 2–6, 6–3       |
| 마드리드     | 2004   | 마크 놀스 다니엘 네스터                     | 밥 브라이언 마이크 브라이언                 | 6–3, 6–4            |
| 마드리드     | 2005   | 마크 놀스 다니엘 네스터                     | 리앤더 페이즈 네나드 지몬지치               | 3–6, 6–3, 6–2       |
| 마드리드     | 2006   | 밥 브라이언 마이크 브라이언                 | 마크 놀스 다니엘 네스터                     | 7–5, 6–4            |
| 마드리드     | 2007   | 밥 브라이언 마이크 브라이언                 | 마리우시 피르스텐베르크 마르친 마트코프스키 | 6–3, 7–6(4)         |
| 마드리드     | 2008   | 마리우시 피르스텐베르크 마르친 마트코프스키 | 마헤시 부파티 마크 놀스                     | 6–4, 6–2            |
| 마드리드     | 2009＊ | 다니엘 네스터 네나드 지몬지치               | 시몬 아스펠린 웨슬리 무디                   | 6–4, 6–4            |
| 마드리드     | 2010   | 밥 브라이언 마이크 브라이언                 | 다니엘 네스터 네나드 지몬지치               | 6–3, 6–4            |

＊ 2009년 대회부터는 마스터스 1000 대회에서 제외된 함부르크 마스터스를 대체하는 대회로서 열리기 시작했으며, 이에 따라 코트 종류도 클레이 코트로 바뀌었다.

### 여자

#### 단식
| 연도                       | 우승            | 준우승                  | 스코어             |
| -------------------------- | --------------- | ----------------------- | ------------------ |
| ↓ 프리미어 맨데터리 대회 ↓ |                 |                         |                    |
| 2009                       | 디나라 사피나   | 카롤리네 보즈니아키     | 6–2, 6–4           |
| 2010                       | 아라반 레자이   | 비너스 윌리엄스         | 6–2, 7–5           |
| 2011                       | 페트라 크비토바 | 빅토리아 아자렌카       | 7–6(7–3), 6–4      |
| 2012                       | 세리나 윌리엄스 | 빅토리아 아자렌카       | 6–1, 6–3           |
| 2013                       | 세리나 윌리엄스 | 마리아 샤라포바         | 6–1, 6–4           |
| 2014                       | 마리아 샤라포바 | 시모나 할레프           | 1–6, 6–2, 6–3      |
| 2015                       | 페트라 크비토바 | 스베틀라나 쿠즈네초바   | 6–1, 6–2           |
| 2016                       | 시모나 할레프   | 도미니카 치불코바       | 6–2, 6–4           |
| 2017                       | 시모나 할레프   | 크리스티나 믈라데노비치 | 7–5, 6–7(5–7), 6–2 |

#### 복식
| 연도                       | 우승                                    | 준우승                                 | 스코어                |
| -------------------------- | --------------------------------------- | -------------------------------------- | --------------------- |
| ↓ 프리미어 맨데터리 대회 ↓ |                                         |                                        |                       |
| 2009                       | 카라 블랙 리즐 후버                     | 크베타 페흐케 리사 레이몬드            | 4–6, 6–3, [10–6]      |
| 2010                       | 세레나 윌리엄스 비너스 윌리엄스         | 히셀라 둘코 플라비아 펜네타            | 6–2, 7–5              |
| 2011                       | 빅토리아 아자렌카 마리아 키릴렌코       | 크베타 페흐케 카타리나 스레보닉        | 6–4, 6–3              |
| 2012                       | 사라 에라니 로베르타 빈치               | 에카테리나 마카로바 엘레나 베스니나    | 6–1, 3–6, [10–4]      |
| 2013                       | 아나스타시야 파블류첸코바 루시 사파로바 | 카라 블랙 마리나 에라코비치            | 6–2, 6–4              |
| 2014                       | 사라 에라니 로베르타 빈치               | 가르비녜 무구루사 칼라 수아레즈 나바로 | 6–4, 6–3              |
| 2015                       | 캐시 델라쿠아 야로슬라바 시베도바       | 가르비녜 무구루사 칼라 수아레즈 나바로 | 6–3, 6–7(4–7), [10–5] |
| 2016                       | 캐롤린 가르시아 크리스티나 믈라데노비치 | 마르티나 힝기스 사니아 미르자          | 6–4, 6–4              |
| 2017                       | 찬융잔 마르티나 힝기스                  | 티메아 바보스 안드레아 흘라바치코바    | 6–4, 6–3              |